# Kangaroo Jack: G'Day, U.S.A.!
Kangaroo Jack: G'Day, U.S.A.! é um filme americano de 2004, dirigido por Emory Myrick e Jeffrey Gatrall, baseado em uma história de Steve Bing e Barry O'Brien.

## Sinopse
Uma sequência animada do filme Kangaroo Jack (2003), Jackie Legs (Jeff Bennett)  retorna junto com seus amigos Charlie (Josh Keaton), Louis (Ahmed Best), e Jessie (Kath Soucie).

## Elenco
- Josh Keaton .... Charlie Carbone
- Ahmed Best .... Louis Booker
- Kath Soucie ...... Jessie
- Jeff Bennett .... Canguru Jack
- Jim Ward .... Outback Ollie
- Phil LaMarr ... Rico e Mikey